# El Reno 2013

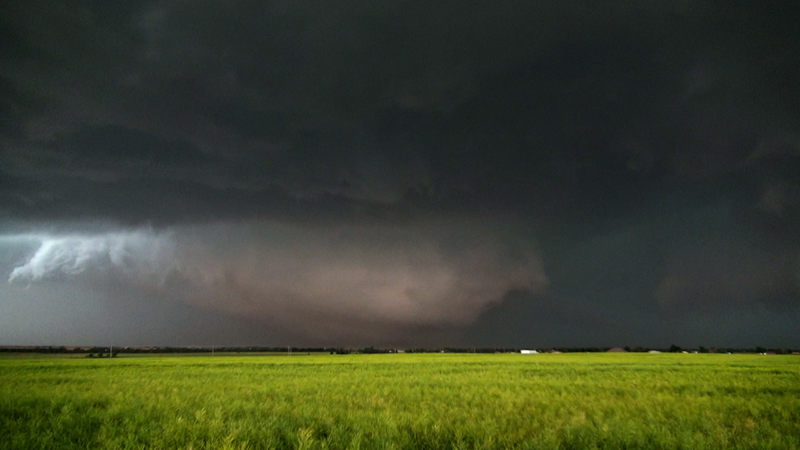
El Reno Tornado

Der El-Reno-Tornado von 2013, aufgetreten am späten Nachmittag des 31. Mai 2013 in dem Gebiet um die Städte El Reno und Oklahoma City im US-Bundesstaat Oklahoma, war der bisher größte aufgezeichnete Tornado mit einem Durchmesser von rund 4,2 km. Nach der erweiterten Fujita-Skala wurde er zunächst der Klasse EF5 zugeordnet, wobei ein mobiles Doppler-Radar eine maximale Windgeschwindigkeit von 475 km/h aufzeichnete. Der National Weather Service stufte den Tornado später in die Kategorie EF3 herab.

## Ablauf
Die erste Aufzeichnung mit Bodenkontakt war am 31. Mai 2013 um 18:03 nach zentraler Sommerzeit (23:03 UTC) ca. 13,4 km westsüdwestlich von El Reno und die letzte Aufzeichnung war am 31. Mai 2013 um 18:43 nach zentraler Sommerzeit (23:43 UTC), als er östlich von El Reno die Interstate 40 erreichte. Er dauerte somit 40 Minuten. Er bewegte sich zeitweise mit einer Geschwindigkeit von über 88 km/h fort und seine Zugbahnlänge betrug rund 26 km. Diese verlief jedoch sehr unvorhersehbar und unstetig, wobei er sich zu Beginn Richtung Südost und im weiteren Verlauf Richtung Nord-Ost bewegte, was sich für viele der anwesenden Sturmjäger verheerend auswirken sollte.

## Eigenschaften und Auswirkungen

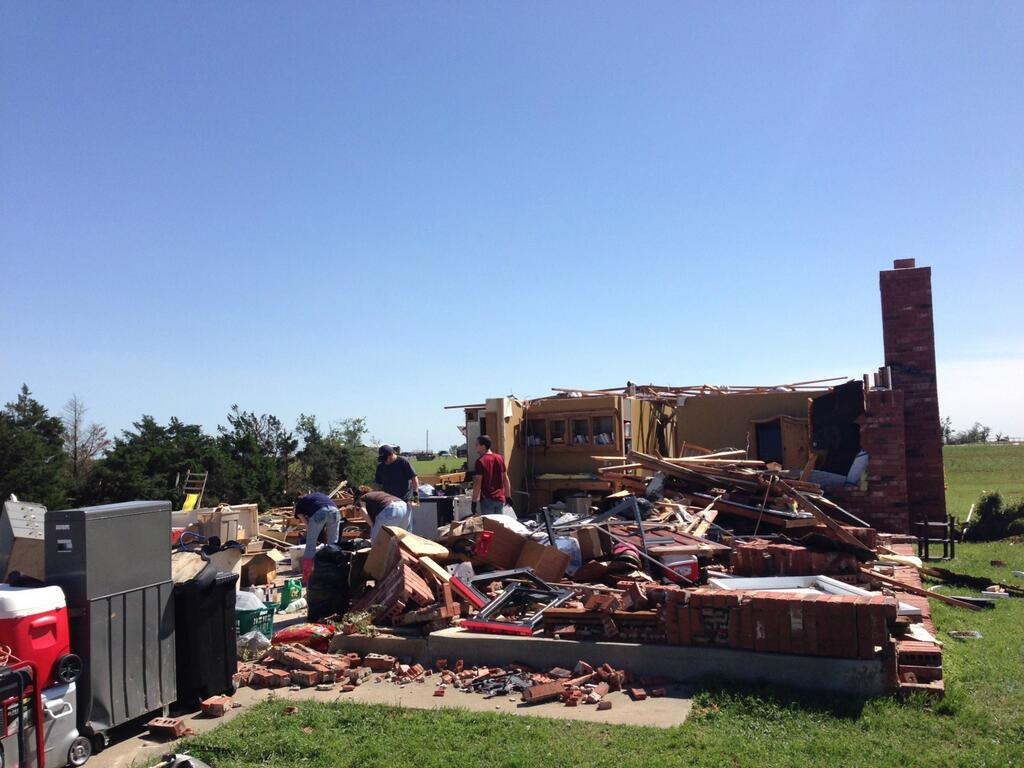
Gebäudeschäden

Der El-Reno-Tornado richtete großen Schaden an, wobei durch ihn mindestens acht Menschen ums Leben kamen und viele verletzt wurden. Unter den Todesopfern war auch der Sturmjäger Tim Samaras, der durch die Sendung Verrückt nach Tornados (Storm Chasers) bekannt wurde, sowie sein Sohn Paul Samaras als auch der Meteorologe und zugleich Freund Samaras’ Carl Young. Außer seiner schieren Größe besaß der Tornado weitere Besonderheiten: Zum einen war er ein Multivortex-Tornado, der die Eigenschaft hat, dass er aus mehreren kleinen Wirbeln besteht, die innerhalb und um ein gemeinsames Zentrum kreisen. Multivortex-Tornados sind daher nicht zu verwechseln mit Zwillings- oder Satellitentornados, wo jeder Wirbel sich weitgehend vom jeweils anderen entwickelt. Wie schon oben erwähnt, war zudem seine Zugbahn sehr unberechenbar.